# Safari (film 2010)
Safari 3D – niemiecki film animowany opowiadający o zwierzętach żyjących w wyschniętej delcie, które wyruszają wspólnie na poszukiwania wody. Film miał swoją premierę 7 października 2010 roku.

## Wersja oryginalna
- Ralf Schmitz – Billy
- Thomas Fritsch – Lew Sokrates
- Christoph Maria – Charles
- Bastian Pastewka – Angie
- Oliver Kalkofe – Dyrektor Smith
- Peter Groeger – Peter Gröger
- Bianca Krahl – Gisela
- Uli Krohm
- Nico Mamone – Chino

## Wersja polska
Wersja polska na zlecenie: Monolith Films — Start International Polska

Reżyseria: Anna Apostolakis

Dialogi polskie: Anna Niedźwiecka

Dźwięk i montaż: Janusz Tokarzewski

Kierownictwo produkcji: Dorota Nyczek

W wersji polskiej udział wzięli:

- Tomasz Borkowski – Billy
- Miłogost Reczek – Sokrates
- Sławomir Pacek – Charles
- Elżbieta Gaertner – Winifreda
- Andrzej Gawroński – Winston
- Anna Sroka – Angie
- Izabela Dąbrowska – Giselle
- Joanna Węgrzynowska – Bonnie
- Jan Rotowski – Junior
- Paweł Ciołkosz – Toby
- Jacek Król – Śmiechu
- Krzysztof Szczerbiński – Toto
- Jarosław Boberek – Chino
- Zbigniew Konopka – Biggie
- Barbara Kałużna – Sushi
- Jacek Bończyk – Smith
- Julia Chatys – Maya
- Artur Pontek – Reporter

W pozostałych rolach:
- Wojciech Chorąży
- Grzegorz Drojewski
- Jakub Kamieński
- Mikołaj Klimek
- Cezary Kwieciński
- Cezary Nowak
- Wojciech Słupiński
- Paweł Szczesny
- Anna Sztejner
- Mirosław Wieprzewski
- Janusz Wituch
- Beata Wyrąbkiewicz
- Leszek Zduń
- Filip Cembala